# Tristan Pichard
Tristan Pichard, né le 14 mai 1975 à Lorient (France), est un écrivain et dramaturge français, principalement auteur pour la jeunesse.

## Biographie
Après avoir enseigné l'Histoire et la géographie, puis le solfège et le piano, il devient bouquiniste. En 2011, sortent ses premiers ouvrages de la série Magicus Codex. Il se consacre alors exclusivement à l'écriture, alternant ouvrages pour les enfants et pièces de théâtre pour les grands. Il travaille et vit à Carquefou. En 2019, à la Philharmonie de Paris, il reçoit le prix littéraire des musiciens pour son ouvrage Mozart vu par une ado (et par son chat).

## Œuvres
Romans
- Magicus Codex, éditions Coop Breizh, six tomes parus, illustration d'Aurélie Abolivier
  - Plume-Rouge & Poilvert, 2011,  (ISBN 9782843465185)
  - La couronne de Gwalennt, 2011,  (ISBN 9782843465192)
  - Le prince de Grandississima, 2011,  (ISBN 9782843465208)
  - La fête du Solstice, 2013,  (ISBN 9782843465642)[4]
  - Les Trois Tricornes des Tout-à-Trac, 2013,  (ISBN 9782843465659)
  - Le Mangeombre, 2013,  (ISBN 9782843466076)
- Quelque chose de pourri au Royaume du Français, éditions Locus Solus, 2013,  (ISBN 9782368340066)[5],[6]
- La Princesse qui dit non !, éditions Milan, 2014,  (ISBN 9782745961617)
- Black Carnac, éditions Locus Solus, 2016,  (ISBN 9782368340646)
- Time Zone, éditions Locus Solus, trois tomes parus
  - Time Zone, 2017,  (ISBN 9782368340912)
  - Time Zone - le Secret des Bartholons, 2018,  (ISBN 9782368341063)
  - Time Zone - le Château des Limbes, 2020,  (ISBN 9782368341261)
- La maîtresse est une sorcière, éditions Poulpe Fictions, 2020,  (ISBN 9782377421077)
- Terreur dans la brume, éditions Casterman, collection Hanté, 2022,  (ISBN 9782203232006)
- Le chevalier Riquiqui, éditions Auzou, deux tomes parus
  - Gare au dragon !, éditions Auzou, 2023,  (ISBN 9791039524964)
  - Le grand tournoi, éditions Auzou, 2024, Modèle:9791039543453
- Léon, 1916, éditions Poulpe Fictions, 2024,  (ISBN 9782377423644)
- Arthur Cycle Intégral, éditions Locus Solus, trois tomes parus
  - Le Printemps : le roman d'Arthur, 2024,  (ISBN 9782368335031)
  - L'Été : le roman de la Table ronde, 2024,  (ISBN 9782368335277)
  - L'Automne : le roman de la Table ronde, 2025,  (ISBN 9782368335284)

Albums
- Les enquêtes de John Dœuf, éditions Locus Solus, six tomes parus, illustration de Christophe Boncens
  - Un œuf disparaît, 2013,  (ISBN 9782368340028)
  - Pour quelques noisettes de plus, 2013,  (ISBN 9782368340011)
  - Objectif Plumes, 2014,  (ISBN 9782368340271)
  - Dix petites Chèvres, 2014,  (ISBN 9782368340233)
  - Le cercle des mouettes disparues, 2015,  (ISBN 9782368340561)
  - La crème était presque parfaite, 2015,  (ISBN 9782368340554)
- Logodenn, la petite souris, éditions Locus Solus, trois tomes parus
  - Au pays des Korrigans, 2014,  (ISBN 9782368340318)
  - La ronde des Korrigans, 2016,  (ISBN 9782368340660)
  - La lande des Korrigans, 2020,  (ISBN 9782368341223)
  - Les légendes de Bretagne, 2021,  (ISBN 9782368341407)
- Syllabus, le mangeur de lettres, éditions Locus Solus, 2015,  (ISBN 9782368340448)[7]
- L'histoire du singe qui a fait caca sur la tête du lion, éditions Locus Solus, 2017,  (ISBN 9782368340868)
- Les P'tits Cirés, éditions Locus Solus, quatre tomes parus, illustration de Delphine Garcia
  - L'île crevette, 2018,  (ISBN 9782368340943)
  - La chasse aux sauterelles, 2018,  (ISBN 9782368340950)
  - Marre des écrans !, 2018,  (ISBN 9782368340967)
  - L'escalier du dedans, 2018,  (ISBN 9782368340936)
- Je mène l'enquête..., éditions Gründ, cinq tomes parus
  - Je mène l'enquête chez les espions, 2020,  (ISBN 9782324025778)
  - Je mène l'enquête au temps des châteaux forts, 2020,  (ISBN 9782324025785)
  - Je mène l'enquête à Paris, 2020,  (ISBN 9782324026584)
  - Je mène l'enquête, Mission momie, 2020,  (ISBN 9782324026577)
  - Je mène l'enquête au Louvre, 2021,  (ISBN 9782324027284)
  - Je mène l'enquête dans l'espace, 2021,  (ISBN 9782324028533)
- Guenièvre, l'enfance d'une reine, éditions Locus Solus, 2023,  (ISBN 9782368341537)
- Légendes enchantées de la Table Ronde, illustrations de Jean Mallard, éditions Gründ, 2023,  (ISBN 9782324033483)

Histoires audio
- La Famille Magicus, chez Lunii, deux saisons
  - La famille Magicus, saison 1 (16 courtes histoires), 2022
  - Les vacances de la famille Magicus, saison 2 (1 histoire à composer), 2023

Livres documentaires
- Suivez le guide !, éditions Locus Solus, deux tomes parus
  - Marc Chagall ? Suivez le guide !, 2016,  (ISBN 9782368340769)
  - Paul Gauguin ? Suivez le guide !, 2017  (ISBN 9782368340776)
- Mozart vu par une ado (et par son chat), éditions Poulpe Fictions, 2019  (ISBN 9782377420162)
- La Mythologie grecque vu par deux ados, éditions Poulpe Fictions, 2020, illustration de Julie Staboszevski  (ISBN 9782377421046)
- Les légendes de Bretagne avec Logodenn, éditions Locus Solus, 2021, illustration d'Olivier Rublon  (ISBN 9782368341407)
- Vive Homère !, éditions Cours Toujours, 2025  (ISBN 9791091750257)

Recueils
Aux éditions Locus Solus, illustration de Loïc Tréhin
- Contes traditionnels de Bretagne, 2013,  (ISBN 9782368340073)
- Contes traditionnels de la mer, 2015,  (ISBN 9782368340455)
- Contes et légendes du Roi Arthur, 2016,  (ISBN 9782368340639)
- Contes et légendes de Paris, 2017,  (ISBN 9782368340820)
- Nouveaux contes traditionnels de Bretagne, 2018,  (ISBN 9782368341018)
- Brocéliande, contes et légendes, 2019,  (ISBN 9782368341131)
- La guerre de Troie, 2020,  (ISBN 9782368341216)
- Contes des pirates et corsaires, 2023,  (ISBN 9782368334553)
- Contes et légendes du sport, 2024,  (ISBN 9782368334904)

Anthologies
Aux éditions Locus Solus, illustration de Gwendal Lemercier
- Barzaz Breizh, choix des textes et préface, 2022  (ISBN 9782368333792)
- La légende de la mort, choix des textes et préface, 2022  (ISBN 9782368333808)

Collectif
- Égaux sans ego, éditions Locus Solus, 2013,  (ISBN 9782368340158)
- Contes de Bretagne, éditions Circonflexe, 2015,  (ISBN 9782878337860)[8]

Théâtre
- Monsieur Gandin, 2011
- Prométhée pète le feu, 2012
- Ys engloutie, 2013
- Coupé, net !, 2014[9]
- Sangria & Cie, 2015

Presse
- Le combat de Persée, magazine D-Lire, Bayard Presse, septembre 2013
- La princesse qui dit non, magazine L'école des princesses, Milan Presse, octobre 2016
- Jenny the kid et le chasseur de primes, magazine Manon, Milan Presse, octobre 2016
- Duel au royaume des gourmandes, magazine Manon, Milan Presse, avril 2017
- Ma mère est une savante folle, magazine Manon, Milan Presse, mai 2018
- L'école des Monstres, magazine Manon, Milan Presse, novembre 2018
- L'envol, magazine Manon, Milan Presse, février 2020
- L'envol, magazine Manon, Milan Presse, février 2020
- Ma rentrée intergalactique, magazine Manon, Milan Presse septembre 2021
- À la recherche du chat Touille, magazine Manon, Milan Presse mai 2022
- Un ... de gros mot !!, magazine Manon, Milan Presse, janvier 2023
- À l'école des fées, magazine Manon, Milan Presse, septembre 2023